# Un extraterestru în pijama
Un extraterestru în pijama este un roman științifico-fantastic umoristic de Alina Nour. A apărut la editura Junimea în 1991.

## Vezi și
- 1991 în literatură
- Lista cărților științifico-fantastice publicate în România după 1989